# Skå kyrka

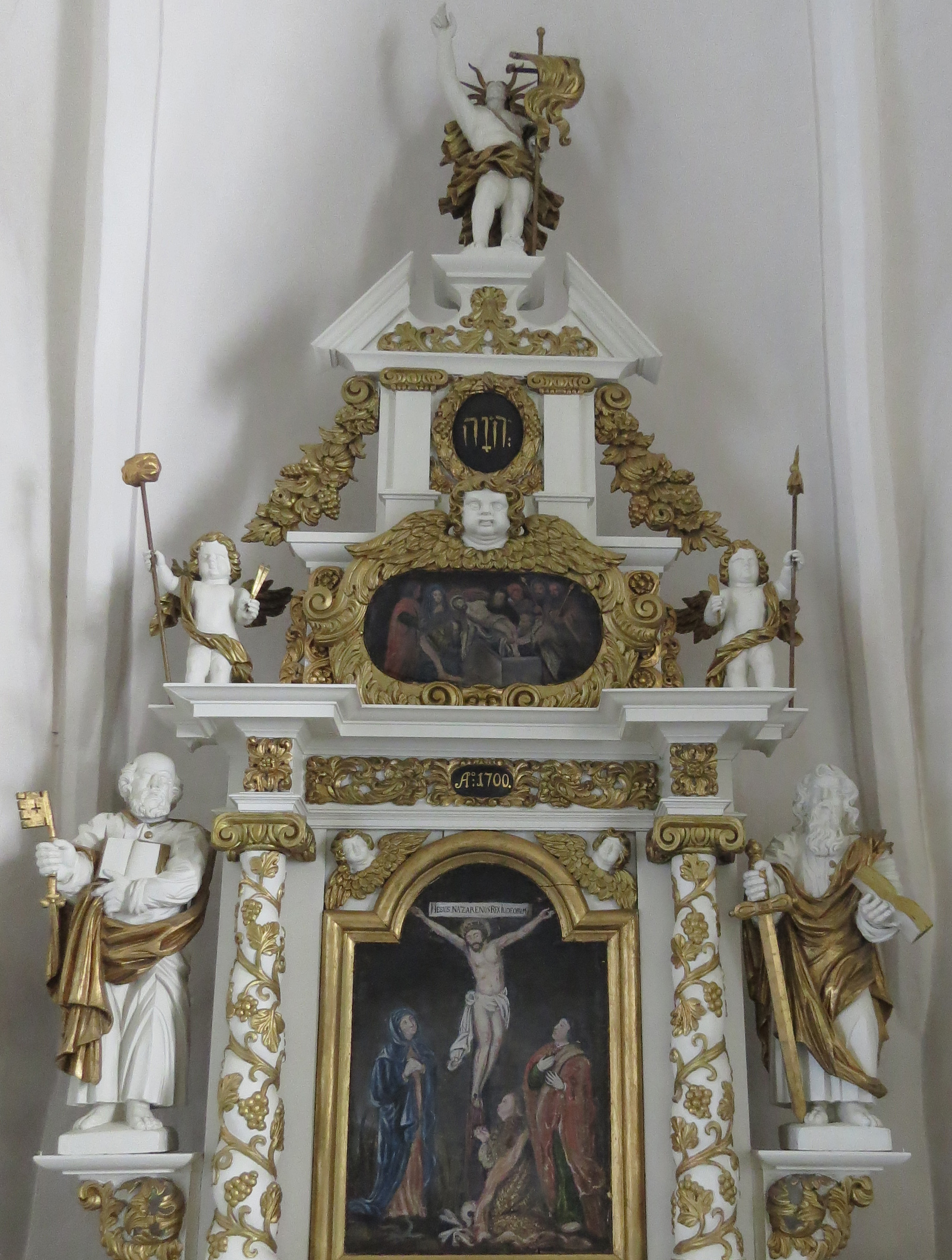
Altaruppsats från 1700 med tetragrammet JHWH i översta cirkeln

Skå kyrka är en kyrkobyggnad som tillhör Färingsö församling i Stockholms stift. Kyrkan ligger på Färingsö, ungefär mittemellan omgivande Mälarfjärdar. I närheten av kyrkan ligger ett av Färingsös största forntida gravfält. Intill kyrkan ligger också Tuna gård som troligen har varit en stormansgård.

## Kyrkobyggnaden
Kyrkobyggnaden består av ett rektangulärt långhus med ett femkantigt kor, en sakristia i norr, en korsarm i söder och ett torn i väster. De putsade murarna är huvudsakligen uppförda av natursten. Tegel har använts till delar av sakristian, omfattningar och valv. Yttertaken utgörs av valmade sadeltak. Tornet kröns av en karnissvängd huv med lanternin och spira. Kyrkorummet nås via tornets bottenvåning samt via södra korsarmen.

## Historik
Av den äldsta romanska kyrkan, eventuellt uppförd i slutet av 1100-talet, återstår långhuset. Kyrkan hade ursprungligen ett runt västtorn, som saknar motsvarigheter i mellansverige. Tornet var byggt i försvarssyfte och förmodligen äldre än kyrkan. Under 1300-talet förlängdes koret åt öster och sakristian byggdes till. Hela kyrkan försågs då med kryssvalv i tegel. Åren före 1695 genomgick kyrkan en grundlig restaurering men den 24 maj 1695, några dagar före återinvigningen, eldhärjades kyrkan som totalförstördes. Återuppbyggnaden sattes omedelbart igång och avslutades 1702. Ombyggnaden, som gav kyrkan sin nuvarande planform, innebar att 1300-talskoret revs och ersattes med ett femkantigt kor som var längre och högre än det tidigare, i söder uppfördes en korsarm. Det senmedeltida vapenhuset revs, den södra ingången murades igen och huvudingången förlades till tornet i väster. Vidare ersattes de medeltida valven (förutom de i långhusets mellantravé och i sakristian) av nya kryssvalv av tegel som var mindre kupiga än de gamla. Kyrkans nuvarande fyrkantiga torn uppfördes 1858 efter ritningar av Ludvig Hawerman. Kyrkans exteriör och interiör präglas främst av den omfattande ombyggnaden i slutet av 1600-talet, då även fönsteröppningarnas nuvarande utseende tillkom. 1909 grundförstärktes kyrkan vid en restaurering under ledning av arkitekten Gustaf Hermansson. Vidare ommålades inredningen och den slutna bänkinredningen ersattes med öppna bänkar. 1964 skedde ytterligare modernisering av inredningen.

## Inventarier
- Triumfkrucifixet härstammar från senare delen av 1400-talet och är svårt skadat. Korset saknas helt.
- Altaruppsats och predikstol är daterade till år 1700 och tillverkade i samma verkstad. De är rikt skulpterade, målade och förgyllda enligt barockens ideal.
- En dopfunt i granit med fyrkantig cuppa är utformad av Byggnadsstyrelsen och tillverkad av Stenhuggeri AB Styrenius i Västervik. Dopfunten skänktes till kyrkan 1962 av Skå kyrkliga syförening. Ännu en dopfunt av trä tillkom 2005.

### Orglar
- 1761 satte Jonas Gren och Petter Stråhle, Stockholm upp en orgel i kyrkan med 6 stämmor. Den hade varit tidigare varit använd på en okänd plats.[1] Den finns nu i Claudiussamlingen på Musikhistorisk Museum, Köpenhamn.[2]

- 1893 köpte man en orgel från Blidö kyrka. Den var byggd 1833 av Gustaf Andersson (orgelbyggare) och hade 7 stämmor.[2] Orgelläktaren uppfördes under 1800-talet och ändrades 1909. Orgelfasaden och läktarbarriären är målade i grått och vitt och förgyllda.[källa behövs]
- Den nuvarande mekaniska orgeln är byggd 1973 av Walter Thür Orgelbyggen AB, Torshälla. Fasaden är samtida med orgeln.[2]

| Huvudverk I   | Svällverk II        | Pedal         | Koppel |
| Rörflöjt 8´   | Gedakt 8´           | Subbas 16´    | I/P    |
| Principal 4´  | Fugara 8´           | Rörgedackt 8´ | II/P   |
| Spetsflöjt 4´ | Rörflöjt 4´         | Kvintadena 4´ | II/I   |
| Waldflöjt 2'  | Principal 2'        |               |        |
| Mixtur 4 ch   | Sesquialtera 2 chor |               |        |
| Dulcian 8'    | Tremulant           |               |        |
| Tremulant     | Crescendosvällare   |               |        |

#### Kororgel
- En orgel med sju stämmor tillverkades 1797 av Per Niclas Forsberg, Drottningholm och byggdes om 1833—1834 av Pehr Zacharias Strand, Stockholm. Ursprungligen byggdes orgeln för Lovö kyrka, men den skänktes 1885 till Sånga kyrka och flyttades 1967/1968 till Skå, där den uppsattes provisoriskt i södra korsarmen. Den restaurerades av Åkerman & Lund Orgelbyggeri AB, Knivsta 1981, varvid den återställdes i det skick den hade efter ombyggnaden av Strand.[3]

| Manual         | Pedal        |
| Gedackt 8’     | Bihangspedal |
| Fugara 8'      |              |
| Principal 4'   |              |
| Flöjt 4'       |              |
| Kvinta 2 2/3'  |              |
| Oktava 2'      |              |
| Trumpet 8' B/D |              |